# Заборольська сільська громада
Заборольська сільська об'єднана територіальна громада — колишня об'єднана територіальна громада в Україні, в Луцькому районі Волинської області. Адміністративний центр — село Забороль.
Площа громади — 130,96 км², населення — 7501 мешканець (2018).
Утворена 23 грудня 2016 року шляхом об'єднання Боголюбської, Заборольської, Одерадівської та Шепельської сільських рад Луцького району.
Перспективним планом формування територій громад Волинської області (від 2020 року) існування подальше існування громади не передбачене.
Була ліквідована згідно з розпорядженням Кабінету Міністрів України від 12 червня 2020 р. № 708-р шляхом приєднання до складу Луцької міської громади.

## Населені пункти
До складу громади входили 14 сіл: Антонівка, Боголюби, Богушівка, Великий Омеляник, Всеволодівка, Городок, Заболотці, Забороль, Одеради, Олександрівка, Охотин, Сьомаки, Тарасове, Шепель.